# Mikóháza
Mikóháza község Borsod-Abaúj-Zemplén vármegye Sátoraljaújhelyi járásában, a vármegye székhelyétől, Miskolctól közúton körülbelül 100 kilométerre keletre.

## Fekvése
A Zempléni-hegység északkeleti részén helyezkedik el, a Bózsva-patak völgyében. A környező települések közül Alsóregmec körülbelül 3, Vilyvitány és Sátoraljaújhely-Széphalom 5-5 kilométerre fekszik; a legközelebbi város a 7 kilométerre lévő Pálháza, Sátoraljaújhely város központja pedig mintegy 10 kilométer távolságra van a községtől.

### Megközelítése
A település ma csak közúton közelíthető meg, Sátoraljaújhely és Pálháza-Hollóháza irányából egyaránt a 3719-es úton. Megszüntetéséig érintette a Hegyközi Kisvasút is, melynek nyomvonalán az utóbbi években nagyrészt kerékpárút épült.

## Története
A terület az őskor óta lakott. 1273-ban Kun Erzsébet királyné egy Mikó nevű emberének adományozta a területet. A lakók főként erdőgazdálkodásból éltek.
A törökök nem jutottak el Mikóházáig, ezért a település a törökök elől menekülőknek is menedéket nyújtott. A reformáció és ellenreformáció következményeként a falu lakossága vallásilag megosztott volt. 1769-ben épült fel az első templom.
A későbbi évszázadokban ruszin, német és zsidó telepesek érkeztek a településre. A községben 2007-ben 538 fő élt és összesen 236 lakás volt.

## Közélete

### Polgármesterei
- 1990–1994: Gombos Péter (KDNP)[5]
- 1994–1998: Gombos Péter (független)[6]
- 1998–2002: Frankó Tamás (független)[7]
- 2002–2006: Frankó Tamás (független)[8]
- 2006–2010: Frankó Tamás (független)[9]
- 2010–2014: Frankó Tamás (független)[10]
- 2014–2019: Gógh András (független)[11]
- 2019–2024: Gógh András (független)[12]
- 2024– : Frankó Tamás (független)[1]

## Népesség
A település népességének változása:
| Lakosok száma | 541  | 538  | 512  | 522  | 490  | 507  | 500  |
|               | 2013 | 2014 | 2015 | 2021 | 2022 | 2023 | 2024 |

A 2001-es népszámlálás adatai szerint a településnek csak magyar lakossága volt.
A 2011-es népszámlálás során a lakosok 87,3%-a magyarnak, 1,3% bolgárnak, 2,5% cigánynak, 0,2% románnak, 3,6% ruszinnak, 9,6% szlováknak mondta magát (12,7% nem nyilatkozott; a kettős identitások miatt a végösszeg nagyobb lehet 100%-nál). A vallási megoszlás a következő volt: római katolikus 41,7%, református 18,8%, görögkatolikus 20,3%, evangélikus 0,2%, felekezeten kívüli 3,6% (14,5% nem válaszolt).
2022-ben a lakosság 94,1%-a vallotta magát magyarnak, 8,6% szlováknak, 1,2% cigánynak, 0,6% ruszinnak, 0,4% németnek, 0,4% románnak, 0,2% örménynek, 0,2% szlovénnek, 2,9% egyéb, nem hazai nemzetiségűnek (5,7% nem nyilatkozott; a kettős identitások miatt a végösszeg nagyobb lehet 100%-nál). Vallásuk szerint 34,9% volt római katolikus, 18,6% református, 19,2% görög katolikus, 0,2% evangélikus, 4,5% felekezeten kívüli (22,4% nem válaszolt).